# Гасильник

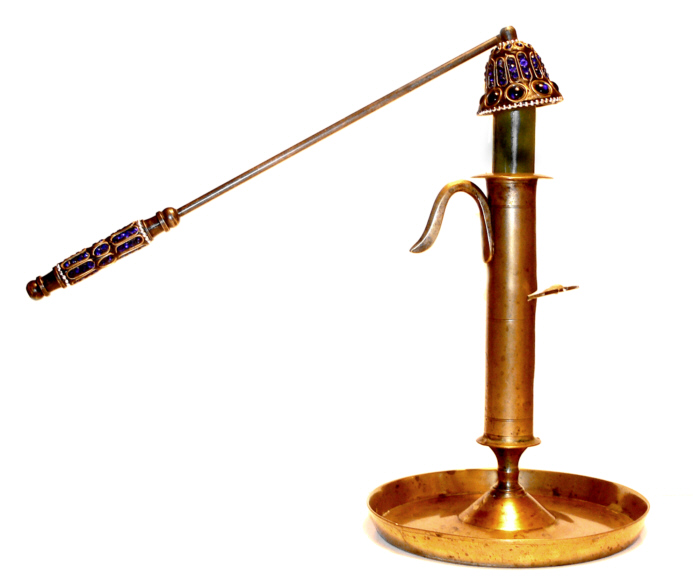
Гасильник формой напоминает напёрсток

Гаси́льник (туши́тель) — приспособление для тушения горящих свечей. Как правило, имеет форму конуса (колпачок) с длинной ручкой, которым накрывают пламя свечи. Позволяет избежать разбрызгивания горячего воска и ожогов, к которым может привести обычное задувание.
Механизм действия гасильника состоит в перекрытии доступа кислорода, необходимого для горения пламени. Для тушения свечей могут также использоваться специальные шипцы (съёмцы), основное предназначение которых состоит в поправлении огня (подрезке фитиля, снятии нагара). Иногда гасильник и/или щипцы подвешивают непосредственно к подсвечнику.
После изобретения в середине XIX века самогаснущего фитиля гасильники постепенно вышли из употребления в жилищах, но они по-прежнему входят в состав церковной утвари (например, используются для тушения свечей на больших рождественских ёлках).
Для свечей в стаканах используется тушитель в виде ручки с небольшим крючком на конце, с помощью которого горящий фитиль погружают в расплавленный воск и вытаскивают обратно. При таком способе тушения свеча гаснет сразу, что помогает избежать дыма и неприятного запаха от тлеющего фитиля.

## Фигуральное использование термина
«Гасильниками просвещения» во время Французской революции иронически называли иезуитов. Впоследствии, в эпоху июльской монархии, издатели бонапартистской сатирической газеты «Жёлтый карлик» создали пародийное общество «Орден гасильников» (ordre de l'éteignoir), куда принимались защитники старых порядков и ретрограды. По аналогии в России начала XIX века «гасильниками» стали именовать таких обскурантов, как Рунич и Магницкий, а в Южной Африке членов Реформаторской церкви Южной Африки и приверженцев ортодоксального кальвинизма (среди которых был Паулус Крюгер) стали называть «допперами» (африк. doppers), что буквально и означает «гасильники».